# 口水多過浪花
口水多過浪花（英語：When I Was Young I Listen To The Radio）是香港商業電台叱咤903的電台節目，由2011年9月12日開始，逢星期一至五下午4時至6時於商業二台播出。由2013年4月22日起，改為下午2時至4時播出。
2016年5月16日起，節目改為下午3時至5時播出；主持人方面，鄭裕玲會照常留下，但Donald及阿占則由余迪偉及麻利亞取代。Donald及阿占會於5月13日主持最後一集節目，而新主持余迪偉及麻利亞亦出現在當日節目，作為交接安排。Donald及阿占則會主持新節目《聖艾粒忌廉夜校》。監製亦由Jacky改為傑傑。2018年10月1日起，因應播出《309咤叱》系列，再改為下午3時至4時半播出。
2022年2月中，麻利亞確診染上新冠肺炎，因而暫時停止主持工作。3月7日，麻利亞的名字於叱咤903的官方網頁消失，而商台方面亦回應她會暫別該節目，但未有確認其去向。
2022年5月2日，余德丞為節目擔任客席主持，6月6日，余德丞表示已過試用期，正式加盟成為商台節目《口水多過浪花》主持，新主題曲已加了他的名字上去。

## 外部連結
- 節目重溫版面（页面存档备份，存于）（重溫需付費）
- 節目專屬討論區
- 口水多過浪花的Facebook專頁
- YouTube上的《口水多過浪花》播放列表